# 猫肉屋
猫肉屋（ねこにくや、英：cat's-meat man）は、家庭でペットとして飼われている猫や犬の餌（ペットフード）として屑肉を巡回販売する小売業。「猫を殺してその肉を売る職業」ではない。18世紀から19世紀にかけて、ヨーロッパや北アメリカの都市部に見られた。
21世紀の現在ではペットショップ（「動物屋」）と一体化しているが、この頃はペットフードの売り手は別体だった。

## 概要
精肉店から仕入れて裁断した屑肉をトレイや台車に乗せて"cat's and dog's meat"（「猫、犬用の肉はいらんかね」または「肉！肉はいかが！」）と呼び込みの声を発しながら町を巡回し、ペットとして猫や犬を飼っている家庭に餌用の肉を売る職業である。基本的に店舗は持たず、町を巡回しながらの訪問販売が主流でありアンドリュー・ホワイト・テュアー（1838年 - 1900年）が1885年に刊行した"Old London street cries"（ロンドンの街の声）に19世紀後期の猫肉屋の実情に関する記述が見られる。テュアー曰く、猫肉屋は他の街を巡回する職業と異なり音楽を演奏せず甲高い声での呼び込みに徹していたという。また、当時のロンドンには35万匹の猫がおり、毎年10万ポンド（約45.36トン）の馬肉を消費するというデータを紹介しているが、このデータには若干の誇張が含まれている可能性があるとも述べている。同書によれば、子猫用の肉は（焼き鳥と同様の）串刺し状にして塩などの味付けはせずにそのまま食べさせていたとされる。
文学作品に登場する猫肉屋では、ヒュー・ロフティング（1886年 - 1947年）の『ドリトル先生』シリーズに登場するマシュー・マグが著名であろう。また、アーネスト・トンプソン・シートン（1860年 - 1946年）の『動物英雄伝』（Animal Heroes、1905年）における一編『裏町の野良猫』（The Slum Cat）でも、19世紀末のニューヨークで行商に励む猫肉屋の精緻な描写が見られる。